# Сан-Марко (титулярная церковь)
Сан-Марко (лат. Titulus Sancti Marci) — титулярная церковь, одна из старейших и самых престижных, первоначально Iuxta Pallacina, была создана в 336 году Папой Марком и связана с капитолийской базиликой Сан-Марко. Согласно каталогу Пьетро Маллио, составленному во период понтификата Папы Александра III, титулярная церковь была связана с собором Святого Петра, а его священники по очереди служили Мессу. Титул принадлежит базилике Сан-Марко, расположенной в районе Рима Пинья, на площади Сан-Марко, окружённая Палаццо Венеция.

## Список кардиналов-священников титулярной церкви Сан-Марко
- Эпифаний — (494 — ?);
- Киприан и Аббондий — (упоминаются в 499);
- Стефан — (упоминается в 595);
- Стефан — (745 — ранее 761);
- Филипп — (761 — ранее 797);
- Григорий, O.S.B. — (797 — декабрь 827, избран Папой Григорием IV);
- Адриан (?) — (844 — ранее 853);
- Адриан — (853 — ноябрь/декабрь 867, избран Папой Адрианом II);
- Пётр — (ранее 1012 — ранее 1033);
- Пётр — (1033 — ранее 1049);
- Иоанн — (1049 — около 1058);
- Бонифаций — (1058 — ранее 1062);
  - Бонифацио — (?) (1062 — около 1088);
  - Лев — (1088 — ?);
- Аттон Миланский — (1073 — 1081);
  - Роберт — (1086—1098) псевдокардинал антипапы Климента III;
  - Романус — (1098—1118) псевдокардинал антипапы Климента III;
- Бонифаций — (около 1114 — около 1129);
- Пьетро — (1130, до смерти);
- Инноченцио Савелли — (1130 — около 1133, до смерти);
- Гвидо дель Кастелло — (декабрь 1133 — 26 сентября 1143, избран Папой Целестином II);
- Гильберто — (17 декабря 1143 — 1149, до смерти);
- Джованни — (1149 — 1151);
- Орландо или Роландо Бандинелли, регулярные каноники — (1151—1159);
- Антонио — (1163 — 1167, до смерти);
- Джованни Конти — (1167 — 1190, назначен кардиналом-епископом Палестрины);
  - Джованни (1186 — ?, до смерти);
- Гвидо — (1191 — ранее 1198);
- Пьетро Джофредо Кастильони — (18 сентября 1227 — 1239, назначен кардиналом-епископом Сабины);
- Гийом де Брей — (22 мая 1262 — 29 апреля 1282, до смерти);
- Пьетро Перегроссо (называемый Миланским) — (1289 — июль 1295, до смерти);
- Джованни Гаэтано Орсини, титулярная диакония pro illa vice in commendam (16 сентября 1317 — 27 августа 1335, до смерти);
- Бертран де Дё — (18 декабря 1338 — 4 ноября 1348, назначен кардиналом-епископом Сабины);
- Франческо Атти — (23 декабря 1356 — 25 августа 1361, до смерти);
- Жан де Блёзак — (17 сентября 1361 — сентябрь 1372, назначен кардиналом-епископом Сабины);
- Бертран де Коснак, C.R.S.A. — (март 1372 — 17 июня 1374, до смерти);
  - Пьер Амьель де Бренак, O.S.B. — (18 декабря 1379 — 10 августа 1389, до смерти, псевдокардинал анитипапы Климента VII);
- Джованни Фиески — (1378 — 1384, до смерти);
- Людовико Донато, O.F.M. — (1382 — 11 января 1386, до смерти);
- Анджело Коррер — (12 июня 1405 — 30 ноября 1406, избран Папой Григорием XII);
- Антонио Кальви — (2 июля 1409 — 2 октября 1411, до смерти);
- Гийом Фийастр (или Филастрий) — (6 июня 1411 — 6 ноября 1428, до смерти, псевдокардинал анитипапы Иоанна XXIII);
- Анджелотто Фоско — (19 сентября 1431 — 12 сентября 1444, до смерти);
- Бартоломео Вителлески — (6 апреля 1444 — 14 июля 1449, в отставке, псевдокардинал анитипапы Феликса V);
- Пьетро Барбо — (16 июня 1451 — 30 августа 1464, избран Папой Павлом II);
- Марко Барбо — (2 октября 1467 — 6 ноября 1478), in commendam (6 ноября 1478 — 2 марта 1491, до смерти);
- Лоренцо Чибо де Мари — (14 марта 1491 — 14 мая 1501), in commendam (14 мая 1501 — 21 декабря 1503, до смерти);
- Доменико Гримани — (25 декабря 1503 — 22 сентября 1508), in commendam (22 сентября 1508 — 27 августа 1523, до смерти);
- Марко Корнаро — (14 декабря 1523 — 20 мая 1524, назначен кардиналом-епископом Альбано);
- Франческо Пизани — (3 мая 1527 — 29 мая 1555), in commendam (29 мая 1555 — 21 июня 1564, до смерти);
- Луиджи Корнаро — (21 июня 1564 — 2 июня 1568, назначен кардиналом-священником Санти-Витале-Валерия-Джервазио-э-Протазио);
- Луиджи Пизани — (2 июня 1568 — 3 июня 1570, до смерти);
- Луиджи Корнаро — (9 июня 1570 — 10 мая 1584, до смерти);
- Джованни Франческо Коммендони — (14 мая — 26 декабря 1584, до смерти);
- Агостино Вальер — (14 января 1585 — 1 июня 1605, назначен кардиналом-епископом Палестрины);
- Джованни Дольфин — (1 июня 1605 — 23 июня 1621, назначен кардиналом-священником Сан-Джироламо-деи-Кроати);
- Маттео Приули — (23 июня 1621 — 13 марта 1624, до смерти);
- Пьетро Вальер — (18 марта 1624 — 9 апреля 1629, до смерти);
- Федерико Корнаро младший — (26 апреля 1629 — 19 ноября 1646, назначен кардиналом-священником Санта-Мария-ин-Трастевере);
- Маркантонио Брагадин — (19 ноября 1646 — 28 марта 1658, до смерти);
- Кристофоро Видман — (1 апреля 1658 — 30 сентября 1660, до смерти);
- Пьетро Витто Оттобони — (15 ноября 1660 — 13 сентября 1677, назначен кардиналом-священником Санта-Мария-ин-Трастевере);
- Грегорио Барбариго — (13 сентября 1677 — 18 июня 1697, до смерти);
- Маркантонио Барбариго — (1 июля 1697 — 26 мая 1706, до смерти);
- Джамбаттиста Рубини — (25 июня 1706 — 17 февраля 1707, до смерти);
- Джанальберто Бадоаро — (11 июля 1712 — 17 мая 1714, до смерти);
- Луиджи Приули — (28 мая 1714 — 15 марта 1720, до смерти);
- Пьетро Приули — (6 мая 1720 — 22 января 1728, до смерти);
- Анджело Мария Квирини, O.S.B.Cas. — (8 марта 1728 — 11 марта 1743), in commendam (11 марта 1743 — 6 января 1755, до смерти);
- Карло Реццонико старший — (17 февраля 1755 — 6 июля 1758, избран Папой Климентом XIII);
- Даниэле Дольфин — (19 июля 1758 — 13 марта 1762, до смерти);
- Антонио Марино Приули — (19 апреля 1762 — 26 октября 1772, до смерти);
- Карло Реццонико младший — (14 декабря 1772 — 15 марта 1773), in commendam (15 марта 1773 — 26 января 1799, до смерти);
- Людовико Фланджини Джованелли — (2 апреля 1800 — 24 мая 1802, назначен кардиналом-священником Сант-Анастазия);
  - вакансия (1802 — 1816);
- Луиджи Эрколани — in commendam (23 сентября 1816 — 14 апреля 1817), титулярная диакония pro illa vice (14 апреля 1817 — 10 декабря 1825, до смерти);
  - вакансия (1825 — 1829);
- Карл Каэтан фон Гайсрук — (21 мая 1829 — 19 ноября 1846, до смерти);
- Чарльз Джэнуариус Актон — (21 декабря 1846 — 23 июня 1847, до смерти);
- Джакомо Пикколомини — (4 октября 1847 — 17 августа 1861, до смерти);
- Пьетро де Сильвестри — (27 сентября 1861 — 19 ноября 1875, до смерти);
- Доменико Бартолини — (3 апреля 1876 — 2 октября 1887, до смерти);
- Микеланджело Челезия, O.S.B. — (25 ноября 1887 — 14 апреля 1904, до смерти);
- Йожеф Шамашша — (6 декабря 1906 — 20 августа 1912, до смерти);
- Франц Нагль — (2 декабря 1912 — 4 февраля 1913, до смерти);
- Фридрих Густав Пиффль, C.R.S.A. — (8 сентября 1914 — 21 апреля 1932, до смерти);
- Элиа Далла Коста — (16 марта 1933 — 22 декабря 1961, до смерти);
- Джованни Урбани — (19 марта 1962 — 17 сентября 1969, до смерти);
- Альбино Лучани — (5 марта 1973 — 26 августа 1978, избран Папой Иоанном Павлом I);
- Марко Че — (30 июня 1979 — 12 мая 2014, до смерти);
  - вакансия (2014 — 2018);
- Анджело Де Донатис — (29 июня 2018 — по настоящее время).